# Alalie
Die Alalie (lat. alalia) ist eine Sprachentwicklungsstörung. Sie bezeichnet das Unvermögen (artikuliert) zu sprechen.
Bei einem Kind mit Alalie ist keine Sprachentwicklung vorhanden. Ursachen sind nervöse Störungen oder muskuläre Defekte der sprachbildenden Organe, so z. B. von Lippen, Zunge, Kehlkopf.